# 258年
| 千纪： | 1千纪                                                                                           |
| 世纪： | 2世纪 \| 3世纪 \| 4世纪                                                                         |
| 年代： | 220年代 \| 230年代 \| 240年代 \| 250年代 \| 260年代 \| 270年代 \| 280年代                       |
| 年份： | 253年 \| 254年 \| 255年 \| 256年 \| 257年 \| 258年 \| 259年 \| 260年 \| 261年 \| 262年 \| 263年 |
| 纪年： | 戊寅年（虎年）；曹魏甘露三年；蜀汉景耀元年；东吴太平三年，永安元年                              |

## 大事记
- 中国
  - 4月10日，司馬昭率領的曹魏軍隊攻陷壽春，諸葛誕被殺，叛亂被平定。
  - 在秦川因魏軍據守而不得前的姜維得知諸葛誕死，退兵。
  - 東吳皇帝孫亮與全公主等謀誅孫綝，失敗。
  - 東吳孫綝發動政變，罷黜孫亮為會稽王，迎立孫休為帝。
  - 陳祗去世，黃皓開始專攬蜀漢朝政，從黃門令升為中常侍、奉車都尉。

- 羅馬帝國
  - 高盧駐軍司令波斯圖姆自稱高盧皇帝，建立高盧帝國（258年~273年）。

## 各国领袖

### 亞洲
- 中國（三国）
  - 蜀漢皇帝：后主刘禅（223年－263年）
  - 曹魏皇帝：魏高贵乡公曹髦（254年－260年）
    - 曹魏大將軍、录尚书事司马昭（255年－264年）

  - 孙吴皇帝：

  1. 吴废帝孙亮（252年－258年）
  2. 吴景帝孙休（258年－264年）

  -     - 孙吴大将军孙綝（256年－258年）
- 拓跋部 - 拓跋力微, 鲜卑大人（219年－277年）
- 日本- 神功皇后（攝政，200年－270年）
- 朝鲜半岛（朝鲜三国时代）
  - 百济 - 古尔王，百济王 （234年－286年）
  - 伽耶 - 居登王，伽耶君主（199年－259年）
  - 高句丽 - 中川王，高句丽王（248年－270年）
  - 新罗 - 沾解尼師今，新罗王（247年－261年）
- 亚美尼亚- 梯里达底三世，亚美尼亚王（252年－287年）
- 伊比利亚 - 米尔达特二世，伊比利亚国王（249年－265年）
- 贵霜帝国 - 婆什色迦（英语：Vāsishka），贵霜君主（240年－265年）
- 巴克特里亞与健馱邏國- Peroz一世（250年－265年）
- 波斯萨珊王朝 - 沙普尔一世，波斯国王（241年－272年）
- 印度笈多王朝 - 室利笈多（英语：Gupta (king)），笈多国王（240年－280年）
- 泰米尔哲罗王朝 - Perumkadungo（257年－287年）
- 西薩特拉普王朝- Rudrasen二世（256年－278年）

### 欧洲
- 罗马帝国 - 
  - 瓦勒良，罗马皇帝（东部，253年－260年）
  - 加里恩努斯，罗马皇帝（西部，253年－268年）
  - 奥登纳图斯，东方（巴尔米拉）总督（258年－267年）

### 非洲
- 库施王朝 - Teqorideamani，（246年－266年）

## 逝世
- 文欽，曹魏將領，後投東吳，为诸葛诞所杀。
- 諸葛誕，曹魏武將。
- 全尚，東吳將領。
- 陳祗，蜀漢官員。
- 孫綝，東吳權臣，256-258年間專擅朝政，被皇帝孫休與張步、丁奉設局謀殺。
- 8月6日，西克斯圖斯二世，罗马主教